# Bundkort
Et bundkort, motherboard eller forkortelsen Mobo, er computerens vigtigste komponent. Bundkortet er den centrale enhed i alle computere, via bundkortet tilsluttes CPUen, RAM, harddisken, grafikkort og lydkort – og andet internt hardware der kan tilsluttes henholdsvis AGP, PCI, PCI-Express eller andre tilgængelige slots. Eksterne hardwareenheder såsom printer, mus, tastatur, USB-enheder tilsluttes på bundkortet i passende sokler (=stik) , som er loddet på bundkortet. Ofte er der dog placeret stik på forsiden af kabinettet, som indeholder bundkortet.

## Udvidelsessokler
Alle bundkort har udvidelsessokler, som kan benyttes til lydkort, grafikkort, TV-kort mv. I de "gamle" dage havde bundkortene ISA-sokler, som i dag er fuldstændig uddød. I dag bruges PCI-kort og AGP-kort. Nyere PC'er har også det forholdsvise nye PCI-Express, hvor data kan overføres til det isatte kort med lynhurtig hastighed. Dette benyttes hovedsageligt til grafikkort, men bliver også brugt til udvidelses kort som HYPER M.2 X16 CARD Arkiveret 23. januar 2018 hos  Wayback Machine som Intel har lavet.

## Form-factors
Et bundkort har en international typestandard, så man kan vide, om bundkortet passer ind i ens chassis. Form factors der bruges i dag er typisk ATX og Micro-ATX. Nyere PC'er kan måske have den knapt så benyttede BTX form factor.